# Theth
Theth (în albaneză Thethi) este un mic sat din regiunea Shkodër, Albania.  În urma reformei administrației locale din 2015, a devenit parte a municipalității Shkodër și a fost declarat centru istoric protejat de către guvernul albanez. Comunitatea se află în centrul Parcului Național Theth, o zonă de o frumusețe naturală remarcabilă. 
Un nou centru oficial de informare pe Rruga Fushe, lângă podul Thethi, va fi deschis de către Agenția Albaneză a Zonelor Protejate (AKZM) și va fi administrat de Administrația Arenelor Protejate din Shkoder (ADZM Shkoder ). 

## Istorie

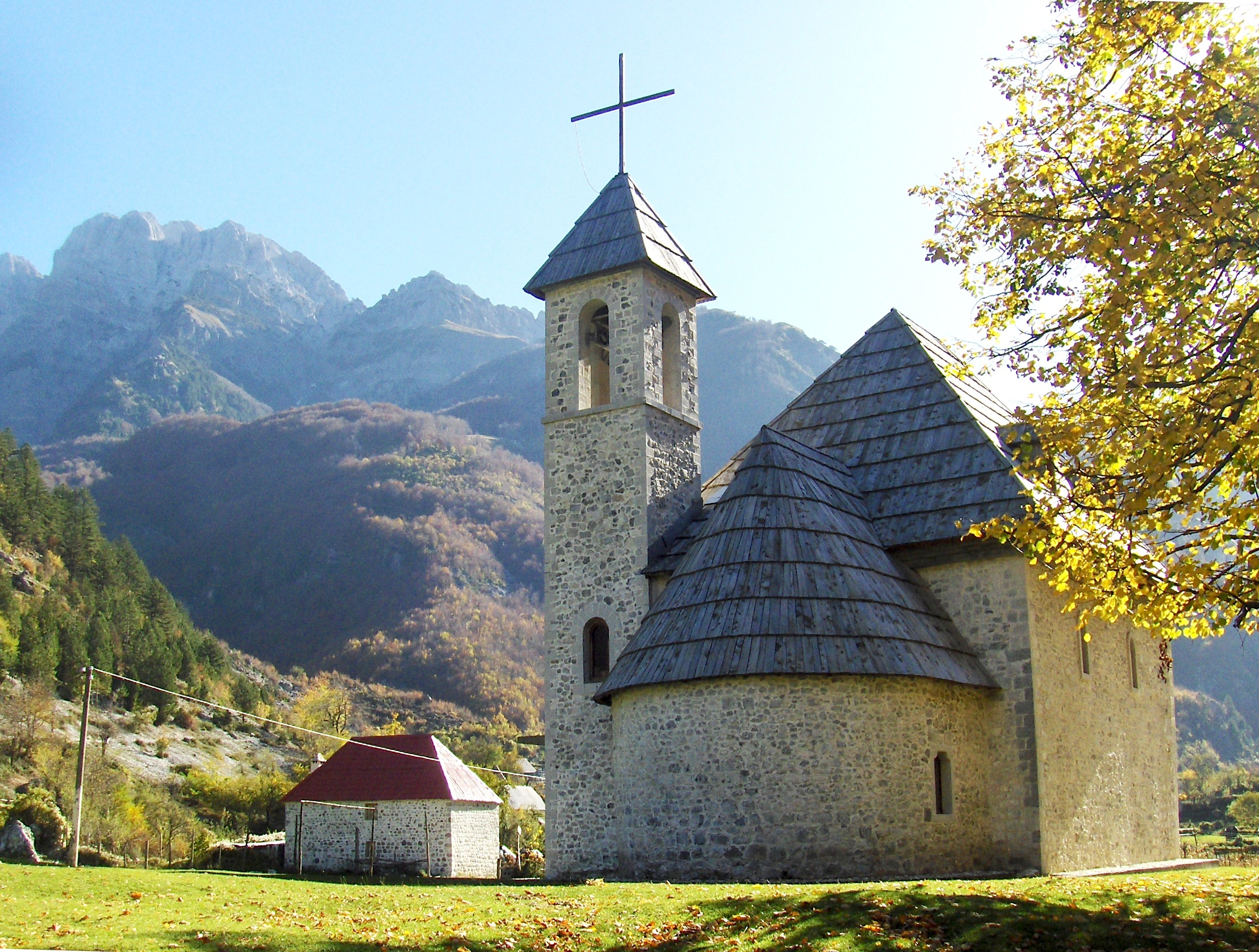
Biserica catolică din localitate

Tradiția locală afirmă existența unui singur strămoș comun pentru întreaga comunitate (o persoană numită Ded Nika) și sugerează că populația s-a mutat în Theth acum 300-350 de ani pentru a-și păstra tradițiile creștine (catolice).
 

Vizitând satul la începutul secolului al XX-lea, călătorul Edith Durham a spus: 

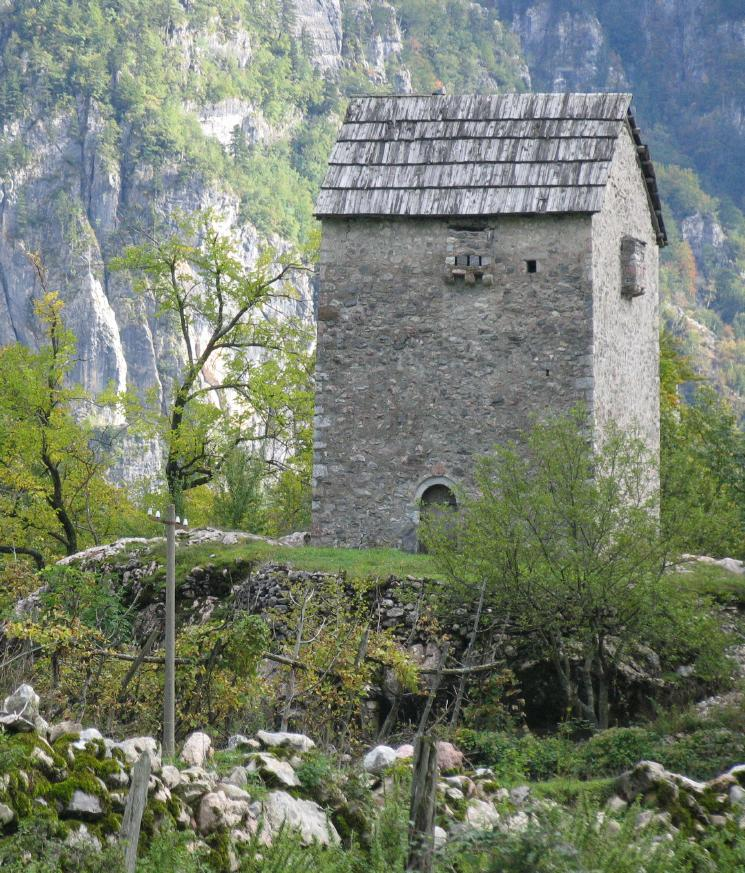
Turnul din Thethi

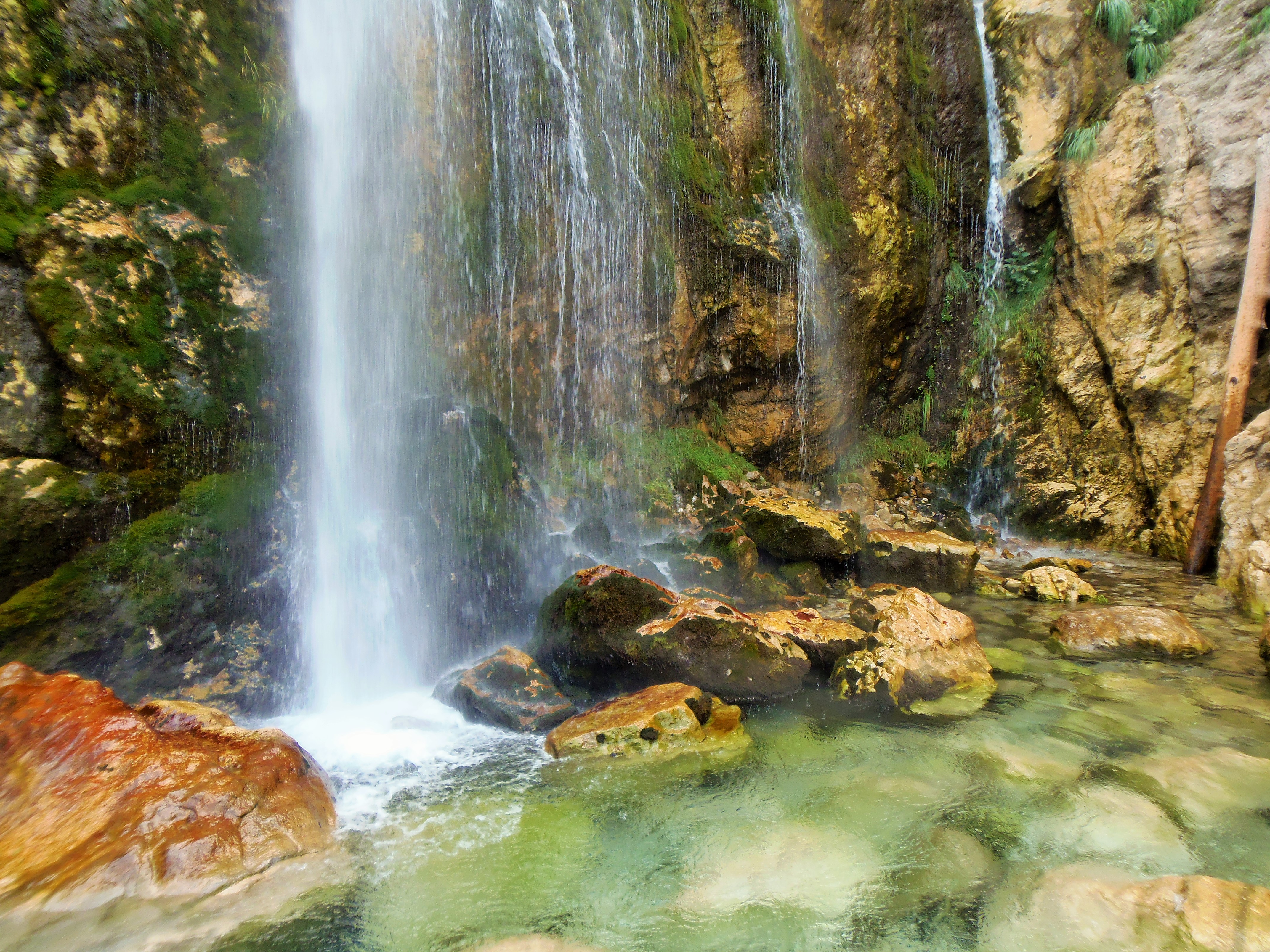
Cascada Grunas

 Cred că niciun loc din întreaga lume în care trăiesc oameni nu mi-a dat o impresie de izolare maiestuoasă [ca acesta]. 